# Pronunciamento de Urquiza
O pronunciamento de Urquiza foi um evento proclamado no dia 1 de maio de 1851, na cidade de Concepción del Uruguay pelo general Justo José de Urquiza, na época governador da província argentina de Entre Ríos, pedindo a renuncia do caudilho argentino e governador da província de Buenos Aires, Juan Manuel de Rosas. 
Com o pronunciamento, Entre Ríos agiu como uma república em estado de guerra, buscou apoio militar e econômico, além de escolher os representantes de governo.
Urquiza aboliu ainda o uso do slogan " Viva a Argentina Confederação! Morte para os unitários selvagens! " ("¡Viva la Confederación Argentina! ¡Mueran los Salvajes Unitarios!"), Que foi substituída por " Viva a Argentina Confederação! Morte aos inimigos da organização nacional! " ("¡Viva la Confederación Argentina! ¡Mueran los enemigos de la organización nacional!").
Alguns pontos importantes do pronunciamento foram:
O pronunciamento de Urquiza foi aceito e acolhido pelo governador de Corrientes, Benjamín Virasoro. O pronunciamento foi entendido como uma declaração de guerra pelo governo de Rosas, com isto, Urquiza e Virasoro buscaram apoio bélico do Império do Brasil e do Uruguai, que aceitaram e formaram o chamado "Exército Grande".

## Pronunciamento
Pronunciamento de Urquiza contra Rosas.

(01 de maio de 1851)
Viva a Confederação Argentina!
Os inimigos da Organização Nacional morrem!
Sede em San José, maio de 1851
O Governador e Capitão Geral da Província de Entre-Ríos
Considerando
1º- Que a situação física atual em que o Exmo. O Senhor Governador e Capitão Geral de Buenos Aires, Brigadeiro D. Juan Manuel de Rosas, não lhe permite mais continuar como encarregado dos assuntos públicos, dirigindo as Relações Exteriores e os assuntos gerais de Paz e Guerra da Confederação Argentina.
2º - Que em repetidas instâncias a pedido do ilustre legislador daquela província, seja exonerado do comando supremo desta, comunicando aos governos confederados a sua deliberação invariável de proceder à renúncia formal dos altos poderes delegados em sua pessoa por todas e cada uma das províncias que compõem a República.
3º - Que reiterar ao General Rosas as insinuações anteriores, para que fique no lugar que ocupa, é carecer da consideração devida à sua saúde, e também cooperar na ruína total dos interesses nacionais que ele mesmo confessa não ser capaz de atender com a atividade que ela exige.
4º - O que é ter uma triste ideia da iluminada, heróica e famosa Confederação Argentina, supô-la incapaz, sem Gral. Rosas à sua frente, de sustentar seus princípios orgânicos, criar e promover instituições tutelares, aprimorando sua atualidade e se aproximando de seu futuro glorioso reservado em recompensa pelas virtudes bem acreditadas de seus filhos.
Em vista dessas e de outras considerações não menos graves e no uso das faculdades ordinárias e extraordinárias de que foi investido pela Honorável Câmara dos Representantes da província, ele declara solenemente à face da República, da América e do mundo:
1- Que é vontade do povo de Entre Ríos retomar o exercício das atribuições inerentes à sua soberania territorial delegadas na pessoa de Sua Excelência o Senhor Gdor. e Capitão Geral de Bs. As., para o cultivo das relações exteriores e direção dos negócios gerais de paz e guerra da confederação argentina em virtude do tratado das províncias litorâneas datado de 4 de janeiro de 1831.
2- Que uma vez manifestada a vontade livre da província de E. Ríos, ela se mantenha em atitude de entendimento diretamente com os demais governos do mundo, até que seja convocada a assembleia nacional das demais províncias irmãs, a República é definitivamente constituído.
Comunicar a quem se corresponde, ser publicado em todos os jornais da Província e inserido no Registro Oficial.

Justo J. de Urquiza - Juan Francisco Seguí (secretário)